# یوزف نوواک (بازیکن فوتبال، زاده ۱۹۰۰)
یوزف نوواک (چکی: Josef Novák; ۲۰ اکتبر ۱۹۰۰ – 1974) بازیکن فوتبال اهل چکسلواکی بود.
از باشگاه‌هایی که در آن بازی کرده‌است می‌توان به باشگاه فوتبال اسپارتا پراگ و باشگاه فوتبال زبرویوفکا برنو اشاره کرد.
وی همچنین در تیم ملی فوتبال چکسلواکی بازی کرده‌است.